# Michael Bamberg

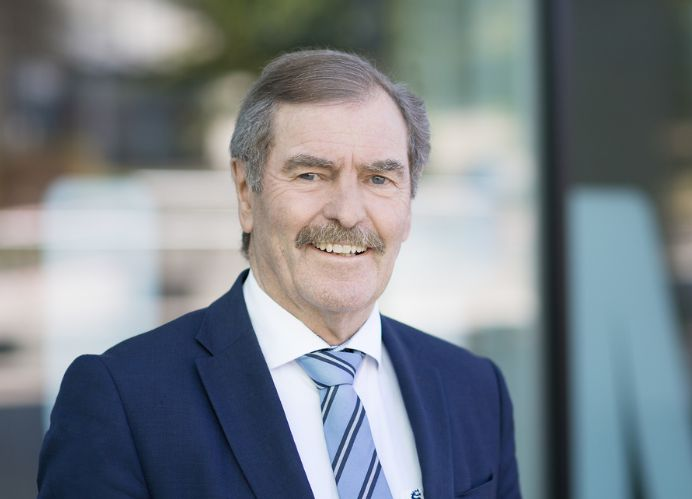
Michael Bamberg (2024)

Michael Bamberg (* 17. August 1947 in Hamm, Nordrhein-Westfalen) ist ein deutscher Mediziner, Radioonkologe und Strahlentherapeut. Er war Leitender ärztlicher Direktor und Vorstandsvorsitzender des Universitätsklinikums Tübingen.

## Leben
Michael Bamberg studierte Medizin in Bonn, Düsseldorf und Essen. 1974 wurde er mit der Arbeit Epidemiologische und ätiologische Faktoren beim Mammakarzinom an der Gesamthochschule Essen zum Dr. med. promoviert. Nach Tätigkeiten als Assistenzarzt an der Strahlenklinik des Universitätsklinikums der Gesamthochschule Essen, an der Inneren und Chirurgischen Abteilung des Mariannen-Hospitals in Werl sowie an der Röntgenabteilung des Bundeswehrzentralkrankenhauses Koblenz absolvierte er seine Facharztausbildung für Strahlentherapie. Er war anschließend Oberarzt an der Strahlenklinik Essen, wo er sich 1985 auch habilitierte.
1988 wurde er zum Professor für Radioonkologie an die Eberhard Karls Universität Tübingen berufen und zum Leiter der Abteilung für Strahlentherapie am Universitätsklinikum Tübingen bestellt. Er war von 1991 bis 1992 Dekan und von 1996 bis 1997 Prodekan der Medizinischen Fakultät Tübingen. 1997 wurde Bamberg zum Leitenden Ärztlichen Direktor des Klinikums ernannt. Von 2012 bis zu seinem Eintritt in den Ruhestand im Sommer 2023 war er hauptamtlich Leitender Ärztlicher Direktor (Vorsitzender des Klinikumsvorstands) des Universitätsklinikums Tübingen.
Bamberg war Mitgründer der Deutschen Gesellschaft für Radioonkologie (DEGRO) und von 1995 bis 1997 deren Gründungspräsident. Von 1998 bis 2000 war er stellvertretender Vorsitzender im Verband der Universitätsklinika Deutschlands (VUD).
Von Mai 1997 bis 2004 war er Vorsitzender des Krebsverbandes Baden-Württemberg. Von Februar 1997 bis 2002 war er Mitglied des Wissenschaftlichen Beirats der Dr. Mildred Scheel Stiftung für Krebsforschung. Seit Dezember 1999 ist Bamberg Mitglied der Deutschen Akademie der Naturforscher Leopoldina. Von 2004 bis 2008 war er Präsident der Deutschen Krebsgesellschaft und von 2008 bis 2018 Vorstandsvorsitzender der Deutschen Krebsstiftung. Von 2008 bis 2018 war Bamberg Mitbegründer und Mitglied dere Steuerungsgruppe Nationaler Krebsplan (NKP) im Bundesministerium für Gesundheit (BMG) und von 2015 bis 2023 Medizinisch-Fachlicher Leiter des Landesbeirat Onkologie Baden-Württemberg.
Michael Bamberg ist seit 1976 verheiratet. Aus der Ehe stammen drei Kinder. Er ist seit 1966 Mitglied der katholischen Studentenverbindung K.D.St.V. Novesia Bonn im CV. Er ist seit 1999 für die CDU Mitglied im Kreistag des Landkreises Tübingen, seit März 2020 ist er Vorstandsvorsitzender der ProBasket Tübingen AG.
Bamberg hat zahlreiche wissenschaftliche Arbeiten veröffentlicht. Er war von 1995 bis 2015 Mitherausgeber der Zeitschrift „Der Onkologe“.

## Ehrungen und Auszeichnungen
- 1982 – Paul-Krause-Preis der Rheinisch-Westfälischen Röntgengesellschaft
- 1983 – Heinrich-Warner-Preis 1982/83 der Heinrich-Warner-Stiftung Hamburg für urologische Krebsforschung
- 1985 – Röntgen-Preis der Deutschen Röntgengesellschaft
- 1988 – Hermann-Holthusen-Ring der Deutschen Röntgengesellschaft
- 1999 – Ernennung zum Mitglied der Deutschen Akademie der Naturforscher Leopoldina
- 2000 – Frauenförderpreis der Medizinischen Fakultät der Eberhard-Karls-Universität Tübingen
- 2001 – Johann-Georg-Zimmermann-Preis für Krebsforschung
- 2004 – Emmanuel von der Scheuren Award Belgien
- 2006 – Bundesverdienstkreuz am Bande für sein Engagement in der Krebsmedizin
- 2007 – Forschungs- und Entwicklungspreis / Ehrenpreis des Krebsverbandes Baden-Württemberg
- 2009 – C. G. Schmidt-Medaille des Westdeutschen Tumorzentrums Essen
- 2012 – Deutscher Krebspreis (klinischer Teil)
- 2013 – ESTRO Lifetime Achievement Award
- 2016 – Karl-Heinrich-Bauer-Medaille
- 2016 – Verdienstorden des Landes Baden-Württemberg[5]
- 2019 – Krebsinnovationspreis Baden-Württemberg des Krebsverbandes Baden-Württemberg e. V.[6]
- 2019 – Landeskreismedaille des Landkreistags Baden-Württemberg
- 2023 – Ehrenbürgerschaft der Universitätsstadt Tübingen
- 2023 – Albert-Schweitzer-Medaille der Baden-Württembergischen Ärzteschaft (Landesärztekammer Baden-Württemberg)[7]
- 2023 – Wilhelm-Griesinger-Medaille der Bezirksärztekammer Baden-Württemberg
- 2024 – Johann-Georg-Zimmermann-Medaille